# Expedición Antártica Kaspersky
La expedición antártica Kaspersky fue organizada por la Mancomunidad de Naciones en 2009. La expedición estuvo compuesta por 10 mujeres procedentes de 8 estados diferentes, las que fueron seleccionadas de entre 800 postulantes. La expedición fue realizada con el objetivo de celebrar el 60 aniversario de la mancomunidad y favorecer el intercambio intercultural entre las participantes.
Avanzando un promedio de 24 km por día, la expedición tardó 38 días en alcanzar la Base Amundsen-Scott, recorriendo una distancia total de 915 km. Llegaron allí el 29 de diciembre de 2009.
Las participantes procedentes de Chipre, Brunéi, Ghana y Jamaica fueron las primeras personas procedentes de dichos estados en alcanzar el Polo sur, mientras que las participantes de Singapur, Nueva Zelanda e India fueron las primeras mujeres procedentes de dichos estados en alcanzar dicho lugar. 

## Participantes
| Nombre                | País          | Notas |
| --------------------- | ------------- | --- |
| Era Al-Sufri          | Brunéi        | |
| Stephanie Solomonides | Chipre        | |
| Barbara Yanney        | Ghana         | Si bien fue seleccionada para participar, contrajo malaria por lo que no pudo formar parte de la expedición. |
| Reena Kaushal         | India         | |
| Kim-Marie Spence      | Jamaica       | Sufrió congelamiento en sus pies por lo que debió abandonar la expedición al tercer día.                     |
| Kylie Wakelin         | Nueva Zelanda | |
| Sophia Pang           | Singapur      | |
| Felicity Aston        | Reino Unido   | Fue la líder del grupo                                                                                       |
| Helen Turton          | Reino Unido   | |